# 사울로스 칠리마
사울로스 클라우스 칠리마(영어: Saulos Klaus Chilima, 1973년 2월 12일~2024년 6월 10일)는 말라위의 경제학자이자 정치인으로 2014년부터 2019년까지 그리고 2020년부터 2024년 사망할 때까지 말라위의 부통령 역임했다. 칠리마는 2020년 6월 28일에 대통령 후보인 라자루스 차퀘라와 함께 다수당을 차지하며 취임했다. 칠리마는 또한 이전에 피터 무타리카 전 대통령 행정부에서 맡았던 공공 부문 개혁 책임자뿐만 아니라 경제 기획 개발부 장관도 역임했다. 정치에 합류하기 전에, 칠리마는 유니레버, 코카콜라, 에어텔 말라위를 포함한 다양한 다국적 기업에서 주요 리더십 직책을 맡았고, 그곳에서 최고 경영자가 되었다.
2024년 6월 10일, 칠리마와 다른 승객 9명을 태운 비행기가 말라위의 수도 릴롱궤에서 이륙하여 예정된 목적지인 음주주 공항에 착륙하지 않을 때 음짐바현의 치캉가와 산림 보호구역에 추락했다. 비행기는 시야가 좋지 않아 공항에 착륙할 수 없었고 충돌 전에 릴롱궤로 돌아가라는 명령을 받았다. 2024년 6월 11일, 칠리마와 다른 승객들은 비행기의 잔해가 발견된 후 사망한 것으로 보고되었다.

## 사망
2024년 6월 10일, 칠리마와 8명의 다른 사람들을 태운 말라위 국방군의 도르니어 228 항공기가 랄프 카삼바라 전 정부 장관의 장례식에 참석하기 위해 가던 중 북부지구의 치캉가와 산림 보호구역에서 실종되었다. 라자루스 차퀘라 대통령은 항공 관계자들이 항공기와 연락할 수 없게 되자 수색 및 구조 작업을 명령했다. 2024년 6월 11일, 차퀘라 대통령은 국가 연설에서 칠리마와 비행기에 타고 있던 모든 승객(말라위 전 영부인 패트리샤 샤닐 물루지 포함)이 추락으로 사망한 것으로 확인되었다고 말했다.
칠리마의 시신이 수습된 후, 6월 16일 릴롱궤의 빙구 국립 경기장에서 그를 위한 국가 장례식이 열렸고, 그 기간 동안 적어도 41,000명의 사람들이 참석했다. 그는 6월 17일 차퀘라와 전 대통령 바킬리 물루지, 조이스 반다, 피터 무타리카가 참석한 의식에서 그의 고향인 은시페에 묻혔다.